# Arnao de Flandes (fils)
Pour les articles homonymes, voir Arnao de Flandes (homonymie).
Arnao de Flandes fils est un maître verrier espagnol né peut-être à Burgos où s'était installé son père à une date inconnue. Il est mort le 22 novembre 1557.
Il est le fils deu maître verrier Arnao de Flandes d'origine flamande qui s'est installé à Burgos entre 1480 et 1490. Il est le frère d'Arnao de Vergara avec lequel il a travaillé à la cathédrale de Séville. Il est aussi le frère de Nicolás de Vergara le Vieux qui s'était installé à Tolède en 1542 pour réaliser les vitraux de la cathédrale de Tolède.

## Biographie
Les deux frères Arnao de Flandes et Arnao de Vergara ont travaillé avec un grand succès dans l'atelier de leur père dans la première moitié du XVIe siècle.
Arnao de Vergara a travaillé sur les vitraux de la cathédrale de Séville entre 1525 et 1538. Arnao de Flandes et Arnao de Vergara ont signé un contrat pour la réalisation de vitraux pour la cathédrale de Séville le 22 décembre 1534 avec le chapitre de la cathédrale et s'engagent à présenter au chapitre un modèle avant de commencer les travaux sur lequel il pouvait faire des suggestions qu'il jugerait opportun qu'à la condition qu'on puisse le faire en verre (« con que sea cosa que en vydrio se pueda hazer »).
Arnao de Flandes a travaillé principalement sur les vitraux de la cathédrale de Séville à partir de 1534.
Vers 1535, son frère, Arrnao de Vergara, a commencé à intervenir pour réaliser des vitraux à la chartreuse de Jerez de la Frontera, avec Arnao de Flandes, l'allemand  Juan de
Campos (Jan de Campan), et le flamand Guillén Descorro (Wyllem van der Score). Le 12 octobre 1537, à Séville, Arnao de Vergara, Arnao de Flandes et Juan del Campo établissent une compagnie pour deux ans pour terminer les verrières de la chartreuse de Jerez.
Le 14 février 1537, son frère lui donne un pouvoir pour recevoir le paiement de ce qu'on lui doit à Séville et Jérez. Le 9 avril 1538, l'accord qui liait Arnao de Flandes et Arnao de Vergara est modifié. Arnao de Vergara va travailler à Grenade et Arnao de Flandes est resté le seul à réaliser les vitraux pour la cathédrale de Séville.
Dans le contrat signé par Arnao de Flandes le 24 novembre 1543 avec le chapitre de la cathédrale de Séville, il est prévu qu'il doive maintenir les verrières pour n'avoir aucun trou (« a tenerlas reparadas de manera que en ellas no aya agujero ninguno »). Il a réalisé une série de représentations de saints entre 1543 et 1552 dans le transept (crucero). À partir de 1552, jusqu'en 1556, il a réalisé un second groupe de verrières consacrées à la vie du Christ, avec un premier le Christ portant la Croix. Il a probablement réalisé les verrières du cycle de la vie de la Vierge dans la chapelle del Mariscal.
L'augmentation du prix des matières premières peut entraîner une demande d'augmantation du salaire comme le fait Arnao de Flandes le 8 août 1552.
Il s'est marié avec Polonia de Barrientos à une date inconnue. Elle est citée au moment du paiement de la verrière de la Descente du Saint-Esprit qu'Arnao de Flandes vient de terminer.